# Leydsdorp
Leydsdorp est une ville minière fantôme d'Afrique du Sud, dans la région du Limpopo, active pendant la ruée vers l'or vers 1890. Elle a été quasiment abandonnée quand de l'or a été trouvé dans le Witwatersrand, et ne compte plus que 6 habitants en 2011.
Elle doit son nom à Willem Johannes Leyds (en).